# عدي خروب
عدي خروب (ولد في 5 فبراير 1993) هو لاعب كرة قدم فلسطيني يلعب كلاعب خط وسط لنادي كلنتن دار النعيم في الدوري الماليزي لكرة القدم ومنتخب فلسطين لكرة القدم.

## مسيرته الكروية
انضم لعدة نوادي في مسيرته وكان أخرها نادي هلال القدس في 29 آيار 2023 قبل ان ينتقل للعب مع نادي كلنتن دار النعيم.

## مسيرته العالمية
قام خروب باللعب لمنتخب فلسطين تحت 23 سنة لكرة القدم في بطولة فلسطين الدولية 2014، وقام بتسجيل هدف في فوز ساحق بنتيجة 3-0 أمام باكستان.

## روابط خارجية
- عدي خروب على موقع قاعدة بيانات كرة القدم.إي يو (الإنجليزية)
- عدي خروب على موقع ناشيونال فوتبول تيمز (الإنجليزية)
- عدي خروب على موقع Soccerway.com (الإنجليزية)
- عدي خروب على موقع كووورة